# Epidendrum myodes
Epidendrum myodes är en orkidéart som beskrevs av Heinrich Gustav Reichenbach. Epidendrum myodes ingår i släktet Epidendrum och familjen orkidéer. Inga underarter finns listade i Catalogue of Life.